# Campeonato Mundial Profissional de Jiu-Jitsu de Abu Dhabi
O Campeonato Mundial Profissional de Jiu-Jitsu de Abu Dhabi (ADWPJJC), frequentemente chamado de Abu Dhabi World Pro, e de 2009 a 2014 conhecido como Copa Mundial Profissional de Jiu-Jitsu (WPJJC), é uma competição internacional de Jiu-jitsu brasileiro realizada anualmente em Abu Dhabi, Emirados Árabes Unidos. Organizado pela Federação de Jiu-Jitsu dos Emirados Árabes Unidos (UAEJJF) desde 2012, o torneio atrai competidores de 60 países, abrangendo todos os níveis de faixa.

## História
O primeiro Campeonato Mundial Profissional de Jiu-Jitsu de Abu Dhabi foi instituído em 2009, sob o nome de Copa Mundial Profissional de Jiu-Jitsu. Em 2022, é considerado o principal evento do Abu Dhabi Jiu Jitsu Pro (AJP), um circuito de torneios com mais de 80 eventos nos seis continentes, que também inclui o  Abu Dhabi Grand Slam Jiu-Jitsu World Tour.
Apoiada diretamente por Sua Alteza, o Supremo Príncipe e Comandante em Chefe do Exército Nacional dos Emirados Árabes Unidos, Maomé bin Zayed Al Nahyan, a edição inaugural de 2009 ofereceu uma premiação total de US$ 111.000. Esse valor aumentou para US$ 150.000 em 2010 e estava planejado para alcançar US$ 272.000 (AED 1.000.000) em 2011, os maiores prêmios em dinheiro na história dos torneios de jiu-jitsu brasileiro. Em 2019, o World Pro reuniu mais de 5.000 competidores, com uma premiação total de US$ 600.000.
A participação nas seletivas não é obrigatória; no entanto, os vencedores das seletivas recebem uma viagem com todas as despesas pagas (passagem aérea, hospedagem e alimentação) para Abu Dhabi, a fim de competir no torneio.

## Medalhistas masculinos faixa-preta

#### 2009–2011
| Ano  | 65 kg                    | 74 kg                | 83 kg                       | 92 kg                  | +92 kg                | Absoluto                    |
| ---- | ------------------------ | -------------------- | --------------------------- | ---------------------- | --------------------- | --------------------------- |
| 2009 | Rafael Mendes [en] (1/2) | Michael Langhi (1/1) | Tarsis Humphreys [en] (1/2) | Rodolfo Vieira (1/7)   | Alexandre Souza (1/1) | Tarsis Humphreys [en] (2/2) |
| 2010 | Rafael Mendes [en] (2/2) | Gilbert Burns (1/1)  | Claudio Calasans (1/5)      | Alexandro Ceconi (1/1) | Ricardo Abreu (1/1)   | Claudio Calasans (2/5)      |
| 2011 | Augusto Mendes (1/2)     | Leandro Lo (1/5)     | Claudio Calasans (3/5)      | Rodolfo Vieira (2/7)   | Lúcio Rodrigues (1/1) | Rodolfo Vieira (3/7)        |

#### 2012–2014
| Ano  | 64 kg                 | 70 kg                   | 76 kg                  | 82 kg                  | 88 kg              | 94 kg                | 100 kg                  | +100 kg              | Absoluto             |
| ---- | --------------------- | ----------------------- | ---------------------- | ---------------------- | ------------------ | -------------------- | ----------------------- | -------------------- | -------------------- |
| 2012 | Fernando Vieira (1/1) | Samuel Canquerino (1/1) | Roberto de Souza (1/2) | Claudio Calasans (4/5) | André Galvão (1/3) | Rodolfo Vieira (4/7) | Alexandre Ribeiro (1/1) | Marcus Almeida (1/6) | Rodolfo Vieira (5/7) |
| 2013 | Thiago Marquez (1/1)  | Augusto Mendes (2/2)    | Leandro Lo (2/5)       | Marcos Souza (1/1)     | André Galvão (2/3) | Rodolfo Vieira (6/7) | Antônio Braga Neto(1/1) | Rodrigo Cavaca (1/1) | Marcus Almeida (2/6) |
| 2014 | João Miyao (1/2)      | Leandro Saggiorio (1/1) | Roberto de Souza (2/2) | Leandro Lo (3/5)       | André Galvão (3/3) | Braulio Estima (1/1) | Rodolfo Vieira (7/7)    | Marcus Almeida (3/6) | Marcus Almeida (4/6) |

#### 2015
| Ano  | 65 kg               | 75 kg                  | 85 kg            | 95 kg             | +95 kg               | Absoluto             |
| ---- | ------------------- | ---------------------- | ---------------- | ----------------- | -------------------- | -------------------- |
| 2015 | Gianni Grippo (1/2) | Lucas Lepri [en] (1/1) | Leandro Lo (4/5) | Felipe Pena (1/4) | Marcus Almeida (5/6) | Marcus Almeida (6/6) |

#### 2016
| Ano  | 62 kg              | 69 kg               | 77 kg               | 85 kg            | 94 kg                | +94 kg                    | Absoluto          |
| ---- | ------------------ | ------------------- | ------------------- | ---------------- | -------------------- | ------------------------- | ----------------- |
| 2016 | Hiago George (1/2) | Marcio Junior (1/1) | Gabriel Arges (1/2) | Leandro Lo (5/5) | Erberth Santos (1/2) | Ricardo Evangelista (1/1) | Felipe Pena (2/4) |

#### 2017–2019
| Ano  | 56 kg                  | 62 kg                       | 69 kg               | 77 kg                 | 85 kg                     | 94 kg               | 110 kg               |
| ---- | ---------------------- | --------------------------- | ------------------- | --------------------- | ------------------------- | ------------------- | -------------------- |
| 2017 | Rodnei Júnior (1/1)    | Mikey Musumeci (1/1)        | Gianni Grippo (2/2) | Gabriel Arges (2/2)   | Claudio Calasans (5/5)    | Felipe Pena (3/4)   | José Júnior (1/1)    |
| 2018 | José Carlos Lima (1/1) | João Miyao (2/2)            | Paulo Miyao (1/2)   | Espen Mathiesen (1/1) | Isaque Bahiense (1/3)     | Felipe Pena (4/4)   | Erberth Santos (2/2) |
| 2019 | Hiago George (2/2)     | João Batista de Souza (1/1) | Paulo Miyao (2/2)   | Tommy Langaker (1/1)  | Hudson Mateus Teles (1/1) | Kaynan Duarte (1/1) | João Rocha (1/1)     |

#### 2020–2024
| Ano  | 56 kg                      | 62 kg                    | 69 kg                 | 77 kg                 | 85 kg                    | 94 kg                  | 120 kg                  |
| ---- | -------------------------- | ------------------------ | --------------------- | --------------------- | ------------------------ | ---------------------- | ----------------------- |
| 2020 | Jonas Andrade (1/1)        | Diego Batista (1/2)      | Israel Sousa (1/1)    | Pablo Lavaselli (1/2) | Isaque Bahiense (2/3)    | Adam Wardziński (1/1)  | Gutemberg Pereira (1/1) |
| 2021 | Nathannael Fernandes (1/1) | Diego Reis (1/1)         | Pablo Lavaselli (2/2) | Micael Galvão (1/1)   | Isaque Bahiense (3/3)    | Erich Munis (1/1)      | Gutemberg Pereira (2/2) |
| 2022 | Zayed Alkatheeri (1/1)     | Meyram Maquiné (1/2)     | Diego Sodré (1/2)     | Lucas Protásio (1/2)  | Fellipe Silva (1/3)      | Catriel Oliveira (1/1) | Yatan Bueno (1/1)       |
| 2023 | Yuri Hendrex (1/1)         | Meyram Maquiné (2/2)     | Diego Sodré (2/2)     | Pedro Ramalho (1/1)   | Bruno Lima (1/1)         | Fellipe Silva (2/3)    | Felipe Bezerra (1/2)    |
| 2024 | Thalison Soares (1/1)      | Jefferson Fagundes (1/1) | Thiago Macedo (1/1)   | Lucas Protásio (2/2)  | Uanderson Ferreira (1/1) | Fellipe Silva (3/3)    | Felipe Bezerra (2/2)    |

### Medalhistas femininas faixa-marrom/preta
| Ed. | Ano  |                                                | Até 63 kg                                     | Acima de 63 kg                          |                                         |                                         |                                         |
| --- | ---- | ---------------------------------------------- | --------------------------------------------- | --------------------------------------- | --------------------------------------- | --------------------------------------- | --------------------------------------- |
| 2   | 2010 |                                                | Luanna Alzuguir Alliance Jiu Jitsu [en]       | Gabi Garcia Alliance Jiu Jitsu [en]     |                                         |                                         |                                         |
| Ed. | Ano  |                                                | Até 65 kg                                     | Acima de 65 kg                          |                                         |                                         |                                         |
| 3   | 2011 |                                                | Luanna Alzuguir Alliance Jiu Jitsu [en]       | Gabi Garcia Alliance Jiu Jitsu [en]     |                                         |                                         |                                         |
| Ed. | Ano  | 54 kg                                          | 60 kg                                         | 66 kg                                   | 72 kg                                   | +72 kg                                  | Absoluto                                |
| 4   | 2012 | Samara Reis Soul Fighters                      | Michelle Nicolini Checkmat [en]               | Luanna Alzuguir Alliance Jiu Jitsu [en] | Fernanda Mazelli Striker JJ             | Gabi Garcia Alliance Jiu Jitsu [en]     | Gabi Garcia Alliance Jiu Jitsu [en]     |
| Ed. | Ano  |                                                | 60 kg                                         | 66 kg                                   | 72 kg                                   | +72 kg                                  | Classe Aberta                           |
| 5   | 2013 |                                                | Michelle Nicolini Checkmat [en]               | Luanna Alzuguir Alliance Jiu Jitsu [en] | Caroline de Lazzer Emirates Team        | Gabi Garcia Alliance Jiu Jitsu [en]     | Gabi Garcia Alliance Jiu Jitsu [en]     |
| 6   | 2014 |                                                | Ariadne Oliveira Equipe Mestre Wilson/Iron    | Luiza Monteiro Atos Jiu-Jitsu           | Janni Larsson Checkmat [en]             | Gabi Garcia Alliance Jiu Jitsu [en]     | Gabi Garcia Alliance Jiu Jitsu [en]     |
| Ed. | Ano  |                                                | 55 kg                                         | 65 kg                                   | 75 kg                                   | +75 kg                                  | Classe Aberta                           |
| 7   | 2015 |                                                | Mackenzie Dern Gracie Humaita                 | Beatriz Mesquita Gracie Humaita         | Monique Elias Alliance Jiu Jitsu [en]   | Gabi Garcia Alliance Jiu Jitsu [en]     | Mackenzie Dern Gracie Humaita           |
| Ed. | Ano  |                                                | 55 kg                                         | 62 kg                                   | 70 kg                                   | +70 kg                                  | Classe Aberta                           |
| 8   | 2016 |                                                | Mackenzie Dern Gracie Humaita                 | Beatriz Mesquita Gracie Humaita         | Nathiely Melo Jesus Pslpb Cicero Costha | Tayane Porfírio Alliance Jiu Jitsu [en] | Tayane Porfírio Alliance Jiu Jitsu [en] |
| Ed. | Ano  | 49 kg                                          | 55 kg                                         | 62 kg                                   | 70 kg                                   | 90 kg                                   |                                         |
| 9   | 2017 | Mayssa Bastos Gfteam                           | Talita Alencar Alliance Jiu Jitsu [en]        | Beatriz Mesquita Gracie Humaitá         | Ana Carolina Vieira Gfteam              | Nathiely de Jesus Cícero Costha         |                                         |
| Ed. | Ano  | 49 kg                                          | 55 kg                                         | 62 kg                                   | 70 kg                                   | 95 kg                                   |                                         |
| 10  | 2018 | Mayssa Bastos Gfteam                           | Amal Amjahid [en] C.E.N.S. Academy            | Bianca Basílio JFC Almeida JJ           | Ana Carolina Vieira Gfteam              | Angelica Galvão Atos Jiu-Jitsu          |                                         |
| 11  | 2019 | Mayssa Bastos Gfteam                           | Bianca Basílio JFC Almeida JJ                 | Beatriz Mesquita Gracie Humaitá         | Thamara Silva Pslpb Cicero Costha       | Gabi Pessanha Infight                   |                                         |
| 12  | 2020 | Brenda Larissa Al Wahda club Jiu-Jitsu Academy | Bianca Basílio ATOS                           | Beatriz Mesquita Gracie Humaitá         | Júlia Boscher Gfteam                    | Gabi Pessanha Infight Brazil            |                                         |
| 13  | 2021 | Brenda Larissa Al Wahda club Jiu-Jitsu Academy | Ana Rodrigues Al Wahda club Jiu-Jitsu Academy | Beatriz Mesquita Gracie Humaitá         | Ingridd Sousa Guigo Jiu Jitsu           | Gabi Pessanha Infight Brazil            |                                         |
| 14  | 2022 | Brenda Larissa Al Wahda club Jiu-Jitsu Academy | Ana Rodrigues Al Wahda club Jiu-Jitsu Academy | Júlia Alves Gfteam                      | Izadora Silva ADMA                      | Gabi Pessanha Infight Brazil            |                                         |
| 15  | 2023 | Mayssa Bastos Art of Jiu Jitsu                 | Ana Rodrigues ADMA Brazil                     | Júlia Alves Gfteam                      | Ingridd Sousa ADMA Brazil               | Gabi Pessanha Infight Brazil            |                                         |
| 16  | 2024 | Grasielle Brandão Commando Group               | Maria Luísa Delahaye Commando Group           | Sarah Galvão ATOS                       | Lillian Marchand ATOS                   | Yara Soares Fratres Brazilian Jiu Jitsu |                                         |